# Гросер-Плёнер-Зе
Гросер-Плёнер-Зе (нем. Großer Plöner See — Большое Плёнское озеро) — озеро в районе Плён в земле Шлезвиг-Гольштейн, Германия. Крупнейшее и самое глубокое озеро в Шлезвиг-Гольштейне.  Площадь озера — 28 км², глубина — до 56 м, расположено в природном парке Гольштейнская Швейцария.
На северном берегу находится районный центр Плён. Другие населённые пункты на берегу озера: Бозау, Дерзау и Ашеберг.
В 1891 году, при финансовой поддержке прусского правительства и нескольких частных лиц, зоолог Отто Захариас основал на озере биологическую станцию пресноводных исследований, как частный научно-исследовательский институт. В настоящее время – Институт эволюционной биологии Макса Планка.
Озеро и его окрестности являются популярным местом отдыха жителей Киля, Любека и Гамбурга, а также центром туризма в Гольштейнской Швейцарии. В целом на озере есть 15 мест для купания. Несколько кемпингов расположено непосредственно на берегу озера. Имеется возможность заняться такими активными видами отдыха, как прогулка по озеру, парусный спорт, плавание, рыбалка. В летние месяцы по озеру курсируют прогулочные катера.